# Bernhard Holzapfel
Bernhard Holzapfel ist ein deutscher Physiker.
Holzapfel wurde 1995 an der Universität Erlangen-Nürnberg in Physik promoviert (mit einer Dissertation über Hochtemperatursupraleiter: Konventionelle und off-axis Laserdeposition von YBaCuO-Dünnschichten und heteroepitaktischen Multilagenstrukturen : Präparation und Pinningeigenschaften). 
Holzapfel war lange am Leibniz-Institut für Festkörper- und Werkstoffforschung (IFW) in Dresden, wo er unter anderem an der Magnetschwebebahn SupraTrans forschte, die auf supraleitenden Materialien basiert (sie zog später an das KIT um). Er arbeitete dort und zuvor (ab 1990) bei Siemens mit Ludwig Schultz zusammen. Gemeinsam konnten sie die Materialforschung zur Herstellung von Bandleitern aus Hochtemperatursupraleitern für Anwendungen in der Energietechnik wesentlich voranbringen.
Er ist Professor und Direktor Supraleitende Materialien am Institut für Technische Physik (ITEP) des Karlsruher Instituts für Technologie (KIT).
2006 erhielt er mit Ludwig Schultz den Wissenschaftspreis: Gesellschaft braucht Wissenschaft für Forschungen zu Hochtemperatursupraleitern.